# Дуб монгольський
Дуб монгольський (Quercus mongolica) — вид дуба, поширений в Азії. 
Видовий епітет «монгольський» наданий виду, оскільки перший екземпляр рослини був описаний у Монголії, проте у наразі на території цієї країни вид не зустрічається. Поширений на північному сході Китаю, у Кореї, Японії, у Росії — у Приморському та Хабаровському краях, в Амурської області і на Сахаліні. У Сибіру цей вид відомий тільки з басейну річки Будюмкан (Забайкалля). У 2008 році готувалося обґрунтування відкриття заповідника з метою збереження гаю.

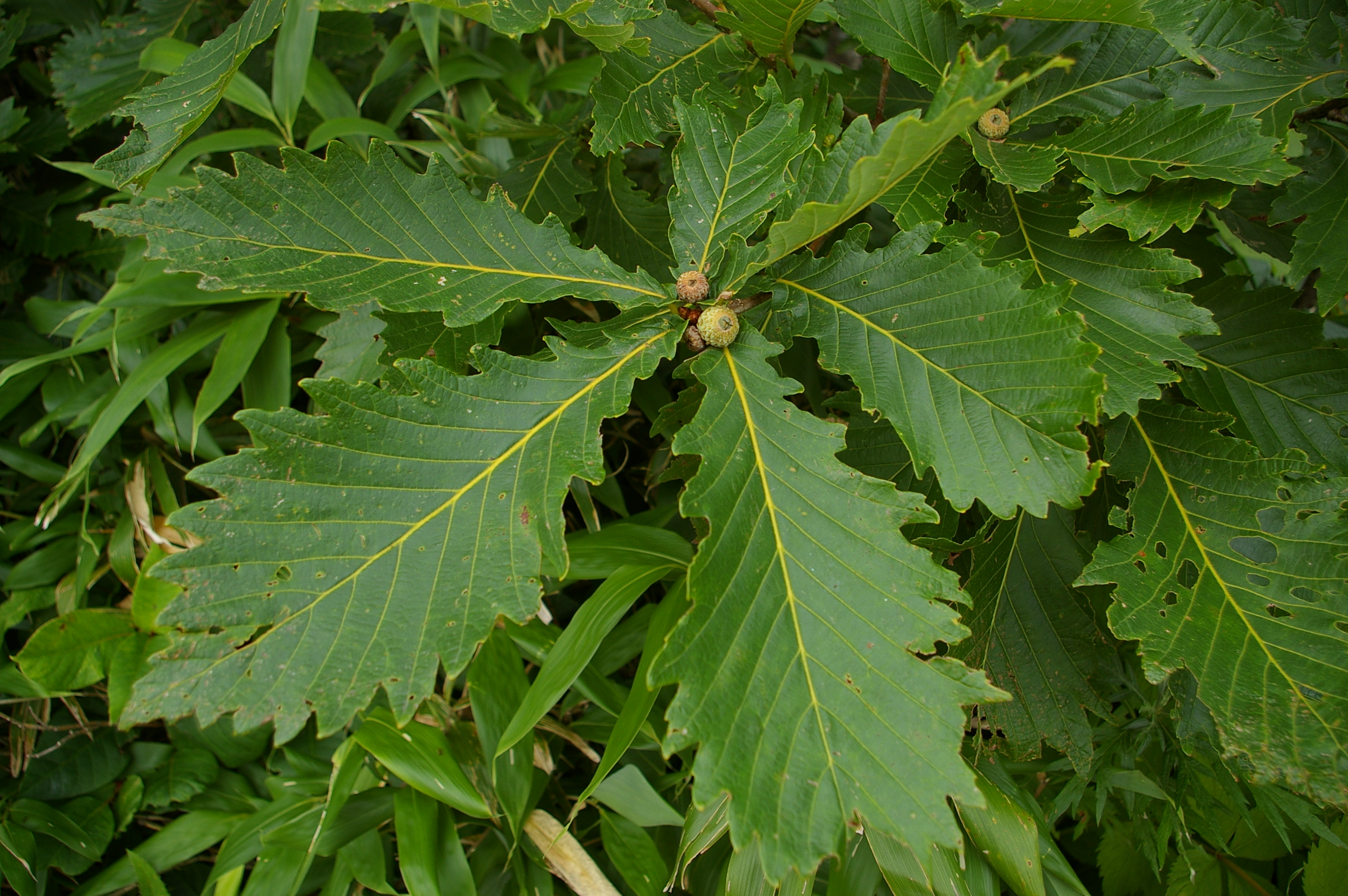
Листя

Утворює ліси, це найпоширеніше широколистяне дерево на Далекому Сході. У сприятливих умовах досягає у висоту до 30 метрів, поблизу північного кордону поширення, біля морського узбережжя й у горах рідко буває вище 10-12 м, іноді має форму чагарника. Росте повільно, живе понад 350 років. Холодостійкий вид.